# 勒克山
77°29′S 162°32′E / 77.483°S 162.533°E
勒克山（Mount Loke），是南極洲的山峰，位於維多利亞地，處於古德斯皮德冰川和登頓冰川之間，屬於阿斯加德山脈的一部分，由威靈頓維多利亞大學的探險隊命名，現時由南極條約體系管理。